# Vittorio Feltri
Vittorio Feltri (Bergamo, 25 giugno 1943) è un giornalista, saggista, opinionista e politico italiano.
Direttore di vari quotidiani, quali L'Indipendente, L'Europeo ed il Giornale, nel 2000 ha fondato Libero, del quale è stato direttore editoriale fino al 7 settembre 2023, quando gli è succeduto Daniele Capezzone.
Nel 2015 durante le elezioni presidenziali fu il secondo candidato più votato nei primi tre scrutini, ed il terzo nel quarto scrutinio (quello che elesse presidente Sergio Mattarella). Alle elezioni del 3-4 ottobre 2021 viene eletto consigliere comunale di Milano come capolista di Fratelli d'Italia, incarico che lascia dopo soli 7 mesi per motivi di salute. Alle elezioni regionali del 2023 viene candidato come capolista di Fratelli d'Italia, risultando eletto.

## Biografia

### Dagli inizi al 1991
Nel 1962 inizia a collaborare con L'Eco di Bergamo, con l'incarico di recensire le prime visioni cinematografiche. Nello stesso periodo viene assunto per concorso alla Provincia come impiegato; lavora all'I.p.a.m.i., il brefotrofio, poi si occupa delle rette dei manicomi. Quando è già di ruolo lascia tutto per riprendere la carriera giornalistica. Si trasferisce a Milano, dove viene assunto dal quotidiano La Notte come praticante. Il 16 dicembre 1971 ottiene l'iscrizione all'Albo dei giornalisti professionisti. Nel 1974 Gino Palumbo lo chiama al Corriere d'Informazione (edizione pomeridiana del Corriere della Sera): dopo tre anni Feltri passa al Corriere della Sera, allora diretto da Piero Ottone.
Negli anni 1981-82 scrive sul mensile Prima Comunicazione sotto lo pseudonimo Claudio Cavina. Feltri è tra coloro che difendono pubblicamente Enzo Tortora, il celebre conduttore televisivo accusato ingiustamente nel 1983 di associazione camorristica e spaccio di droga. Nel 1983 è nominato direttore di Bergamo-oggi, ma l'anno successivo è richiamato al Corriere della Sera come inviato speciale (1984-89, direttore Piero Ostellino). Fa un'intervista a Indro Montanelli, direttore de il Giornale, testata fondata dal giornalista toscano nel 1974 dopo aver lasciato il Corriere. Da allora Montanelli non aveva più avuto rapporti con via Solferino. Feltri e Montanelli, che si conoscono in quell'occasione, stabiliscono un rapporto personale. Feltri difende Montanelli sulle colonne del Corriere quando, nel 1988, il giornalista toscano venne denunciato dal politico DC Ciriaco De Mita per diffamazione.
Nel 1989 Vittorio Feltri assume la direzione del settimanale L'Europeo, portandolo in due anni da 78000 fino a 130000 copie. Durante la sua direzione venne pubblicato un falso scoop da parte del giornalista pubblicista Antonio Motta. Motta sostenne di essersi infiltrato nelle Brigate Rosse come "agente di Carlo Alberto dalla Chiesa" e di aver scoperto particolari eclatanti e scabrosi sul rapimento di Aldo Moro. L'inchiesta, che fu pubblicata il 26 ottobre 1990, si rivelò invece un falso. Feltri si difese: «A questa storia – affermò – si aggiungono misteri su misteri, noi abbiamo cercato le conferme, e le abbiamo avute, poi chi ce le ha date ha cambiato idea».
Nel 1992 sostituisce Ricardo Franco Levi alla direzione de L'Indipendente, in grave crisi di vendite. Feltri rilancia il giornale e ne fa un quotidiano di successo, cavalcando lo sdegno popolare a seguito dell'inchiesta Mani pulite:
concentrando più volte i suoi attacchi sulla figura dell'allora segretario socialista Bettino Craxi:
Coniò per Craxi il soprannome "Cinghialone". Quasi un ventennio dopo corresse in parte le sue affermazioni:
(da Il Giornale, 16-12-2013)
Nel corso del 1993 L'Indipendente sale oltre le 120000 copie, superando anche il Giornale.

### Direttore deil Giornale(1994-1997)
Nell'aprile 1993 Feltri viene invitato per la prima volta ad Arcore, residenza di Silvio Berlusconi. L'imprenditore gli propone la direzione del Giornale. Feltri risponde che sta benissimo a L'Indipendente e conclude che, fintanto che Indro Montanelli fosse rimasto al Giornale, lui non lo avrebbe scalzato dal suo posto.
Nel gennaio 1994 Feltri viene contattato da Paolo Berlusconi, editore del Giornale, che gli offre la direzione del quotidiano - direzione che Indro Montanelli ha deciso di lasciare. Feltri accetta e rimane al Giornale per 4 anni, durante i quali riporta il quotidiano in auge, da 130000 fino a 250000 copie (media annuale del 1996). Nello stesso periodo, Feltri cura una rubrica sul settimanale Panorama (scriverà anche alcuni reportage dall'Umbria colpita dal terremoto del settembre 1997), collabora con Il Foglio di Giuliano Ferrara e con altre testate nazionali, tra cui Il Messaggero e Il Gazzettino.
Durante la sua permanenza alla direzione del Giornale, Feltri accumula ben 35 querele da parte del magistrato Antonio Di Pietro. L'amministrazione del quotidiano decide di raggiungere un accordo con la controparte per la remissione delle querele. Feltri si uniforma alla decisione presa e il 7 novembre 1997 scrive in prima pagina una diplomatica lettera al magistrato. Nello stesso numero è pubblicata una lunga ricostruzione (due pagine) in cui tutte le accuse a Di Pietro vengono smontate. Un mese dopo il clamoroso articolo, Feltri lascia il Giornale.
Feltri spiega perché ha lasciato la direzione del Giornale:
Poi prosegue:
Complessivamente, sui quattro anni trascorsi in via G. Negri, ricorda:
Nel 1998 è editorialista per Panorama e il quotidiano Il Messaggero.

### Direttore deIl Borghese(1998-1999)
Il 1º settembre 1998 assume la direzione de Il Borghese, il settimanale fondato da Leo Longanesi e che fu diretto per lunghi anni da Mario Tedeschi (1957-1993). L'obiettivo è di rilanciare il periodico, trasformandolo nel settimanale dei lettori che fanno riferimento al centro-destra. Il progetto però non decolla.

### Direttore delQuotidiano Nazionale(1999-2000)
Il 1º giugno 1999 è direttore editoriale del Gruppo Monti-Riffeser. Il 1º agosto 1999 è direttore editoriale del Quotidiano Nazionale, testata con sede a Bologna che comprende i giornali di proprietà del gruppo: il Resto del Carlino, La Nazione e Il Giorno. A fine febbraio 2000 ritorna a Milano per dedicarsi alla fondazione di un nuovo quotidiano. Il nome provvisorio è Il Giornale libero.

### Direttore diLibero(2000-2009)
Nel 2000 Feltri fonda Libero, giornale quotidiano indipendente di orientamento liberale-conservatore. Feltri ne è anche direttore ed editore per 9 anni, fino alle dimissioni del 30 luglio 2009.
Sulla sua creatura ha dichiarato:
Libero, uscito per la prima volta in edicola il 18 luglio 2000, è molto vicino alle opinioni politiche del centro-destra, ma non lesina critiche contro di esso. Lo stile del giornale è sarcastico, pungente e «politicamente scorretto»: si utilizzano talvolta termini gergali per raccontare i fatti della politica e per descrivere i politici. Il giornale in pochi anni passa da una tiratura di 70000 fino a 220000 copie.
Il 21 novembre 2000 Feltri viene radiato dall'albo dei giornalisti con delibera del Consiglio dell'Ordine dei giornalisti della Lombardia presa all'unanimità. Il fatto contestato è la «pubblicazione alla pagina 3 dell'edizione del 29 settembre 2000 del quotidiano di sette fotografie impressionanti e raccapriccianti di bambini ricavate da un sito pornografico reso disponibile dai pedofili russi e di una Deontologia - Minori e soggetti deboli 519 ottava fotografia a pagina 4 (raffigurante una scena di violenza tratta dai video di pedofilia sequestrati dalla magistratura), fotografie che appaiono tutte contrarie al buon costume e tali, illustrando particolari raccapriccianti e impressionanti, da poter turbare il comune sentimento della morale e l'ordine familiare». Nel febbraio del 2003 l'Ordine nazionale dei giornalisti di Roma annulla il provvedimento di radiazione che era stato preso a Milano e lo converte in censura.
Nel 2001 si interrompono i rapporti personali tra Feltri ed Indro Montanelli. I due giornalisti avevano ripreso i contatti nel 1995, dopo la chiusura della Voce, l'ultima impresa editoriale del giornalista toscano (1994-95). La rottura avviene in marzo. Ospiti del programma Il raggio verde di Michele Santoro, tra i due era scoppiata un'accesa discussione. La successiva morte di Montanelli, avvenuta nel luglio dello stesso anno, impedì una riconciliazione.
Nel 2003 il quotidiano Libero ha ricevuto dallo Stato 5371000 € come finanziamento agli organi di partito. Libero era registrato all'epoca come organo del Movimento Monarchico Italiano, poi trasformato in cooperativa per ottenere i contributi per l'editoria elargiti alle testate edite da cooperative di giornalisti, a fine dicembre 2006 diventava srl. In seguito è stata creata una fondazione ONLUS per controllare la s.r.l. e, di conseguenza, il quotidiano, in modo da continuare a percepire i contributi in quanto edito da fondazione.
Nel marzo 2005 Libero ha lanciato una raccolta di firme affinché il presidente della Repubblica nominasse Oriana Fallaci senatrice a vita. Sono state raccolte 75000 firme. Libero simpatizza per la posizione del movimento dei Riformatori Liberali di Benedetto Della Vedova. Vittorio Feltri è uno dei firmatari del manifesto promosso dalla minoranza radicale che da aprile 2006 è alleata del centro-destra.
Dal gennaio 2007 al 15 luglio 2008, direttore responsabile di Libero diviene Alessandro Sallusti, con Feltri direttore editoriale.
Nel 2007 il vicedirettore di Libero Renato Farina, con Feltri dalla fondazione del giornale, viene radiato dall'Ordine dei giornalisti per avere collaborato con i servizi segreti italiani fornendo informazioni e pubblicando su Libero notizie in cambio di denaro. Feltri curava anche, assieme a Renato Brunetta, la collana di libri "manuali di conversazione politica", periodicamente allegati al quotidiano.

### Ritorno ail Giornale(2009-2010)
Il 21 agosto 2009 ha assunto nuovamente la carica di direttore responsabile del Giornale, subentrando a Mario Giordano. Ha firmato il numero in edicola il giorno successivo. Negli ultimi giorni di agosto 2009 ha intrapreso un duro attacco a Dino Boffo, all'epoca direttore del quotidiano Avvenire, rivelando che Boffo aveva patteggiato (cosa che effettivamente risulta, osservando il casellario giudiziario) una pena per molestie comminatagli nel 2004, motivato da una "informativa" che descriveva Boffo come omosessuale. La Conferenza Episcopale Italiana si schierò in difesa di Boffo, ma la polemica montò fino a provocare le sue dimissioni. L'informativa si rivelò poi essere un falso accostato negli articoli del Giornale alla condanna, vera, per molestie. Il 4 dicembre 2009 Feltri scrive sul Giornale che «La ricostruzione dei fatti descritti nella nota, oggi posso dire, non corrisponde al contenuto degli atti processuali».
Il 25 marzo 2010 il consiglio dell'Ordine dei giornalisti della Lombardia ha sospeso Vittorio Feltri dall'albo professionale per sei mesi, quale sanzione per il caso Boffo e per gli articoli firmati da Renato Farina pubblicati successivamente alla sua radiazione dall'albo. Feltri ha reagito alla notizia affermando «Mi dispiace di non essere un prete pedofilo o almeno un semiprete omosessuale o un conduttore di sinistra, ma di essere semplicemente un giornalista che non può godere, quindi, della protezione dei vescovi, né diventare un martire dell'informazione». Tali affermazioni sono state severamente criticate dal quotidiano cattolico Avvenire. A seguito di tale vicenda, nel linguaggio giornalistico politico italiano, con metodo Boffo si intende l'attività di denigrazione a mezzo stampa basandosi su documenti falsi costruiti appositamente. Feltri in seguito ha ribadito che le notizie da lui pubblicate su Boffo erano vere (riferendosi alla condanna e alla presunta omosessualità di Boffo), che intendeva fare informazione sull'ipocrisia di una parte del mondo cattolico e di sentirsi comunque "addolorato" per aver causato le dimissioni del direttore.
In settembre ha attaccato direttamente il presidente della Camera Gianfranco Fini per le sue aperture su voto amministrativo agli immigrati e testamento biologico, invitandolo a "rientrare nei ranghi", e provocando la seconda dissociazione da parte di Berlusconi. Dopo un ulteriore attacco il presidente Fini ha dato mandato al proprio avvocato Giulia Bongiorno di presentare querela contro lo stesso Feltri.
Sempre a settembre 2010, facendo un resoconto del suo anno come direttore, Feltri ha affermato di essere stato chiamato a ricoprire quell'incarico per risanare il deficit del Giornale, ammontante allora ad oltre 22 milioni di euro, di cui avrebbe contribuito a recuperare quasi 15 milioni. Ha continuato dicendo che per raggiungere simili risultati «è necessario fare un giornale di un certo tipo» e che ciò può anche non piacere; in quel caso era pronto a lasciare il suo posto di direttore senza problemi o polemiche. Il 24 settembre 2010 Feltri si è dimesso dalla carica di direttore del quotidiano noil Giornale per assumere quella di direttore editoriale. Al suo posto è andato Alessandro Sallusti, fino a quel momento condirettore. L'11 novembre 2010 l'Ordine nazionale dei giornalisti ha ridotto da 6 a 3 mesi la sospensione che gli era stata inflitta il 25 marzo dello stesso anno dal consiglio dell'Ordine dei giornalisti della Lombardia.

### La seconda direzione diLibero(2010-2011)
Il 21 dicembre 2010 Feltri ha lasciato di nuovo il Giornale per assumere il ruolo di direttore editoriale di Libero al fianco del vecchio collega Maurizio Belpietro, confermato direttore responsabile. I due giornalisti hanno acquistato il 10% ciascuno della società editrice. Nonostante posseggano una quota di minoranza, la gestione del giornale è stata affidata a loro. Grazie a una serie di patti parasociali, Feltri e Belpietro avranno anche la maggioranza nel consiglio di amministrazione.

### La nuova collaborazione conil Giornale(2011-2016)
Il 3 giugno 2011, Vittorio Feltri lascia Libero per la seconda volta e dopo pochi giorni approda al Il Giornale per la terza volta, in qualità di editorialista. La decisione comporta una nuova polemica tra l'editore di Libero, il deputato PdL Antonio Angelucci, e il Presidente del Consiglio Silvio Berlusconi (che è anche presidente dello stesso partito). Da gennaio 2012 tiene una rubrica su ilGiornale.it denominata "Il Bamba", dove assegna un premio al personaggio che nel corso della settimana si è maggiormente distinto per ingenuità, gaffe o manifesta incapacità, ma talvolta interviene anche su Libero.

### La terza direzione diLibero(dal 2016)
Il 3 maggio 2016 ritorna al quotidiano che aveva fondato 16 anni prima, con un articolo dove invita Silvio Berlusconi a fare un passo indietro in politica. Il 17 maggio Feltri ritorna direttore al posto di Maurizio Belpietro, licenziato per divergenze con l'editore Antonio Angelucci.
Da qualche anno Feltri collabora anche con il quotidiano sportivo torinese Tuttosport. Per questo quotidiano ogni venerdì cura anche la rubrica I ritratti di Feltri.

### Le dimissioni dall'Ordine dei giornalisti (2020)
Il 25 giugno 2020, giorno del suo 77º compleanno, Feltri rassegna le dimissioni dall'Ordine dei giornalisti, in polemica ai vari provvedimenti disciplinari presi nei suoi confronti a causa delle sue prese di posizione e dei titoli asseritamente offensivi di Libero. La notizia viene data da Alessandro Sallusti, in un editoriale sul Giornale. In particolare, il giornalista dichiara che «da anni l’Ordine mi rompe, soprattutto per i titoli di Libero, nonostante ci sia un direttore responsabile, non ne posso più. Me ne vado da un ente inutile, che esercita azioni nei miei confronti con un chiaro fumus persecutionis. Mi hanno spesso censurato, mi hanno sospeso, ora ho addirittura tre procedimenti, ma se ne occupa il mio avvocato, e gli farò anche causa per danni morali».

### La candidatura a Milano e l'iscrizione a Fratelli d'Italia
Dopo molte ipotesi riguardo ad una possibile candidatura a sindaco di Milano nelle elezioni del 2021, il 5 luglio Giorgia Meloni, leader di Fratelli d'Italia, annuncia l'iscrizione di Feltri al partito e la sua candidatura al consiglio comunale come capolista. In occasione delle votazioni del 3 e 4 ottobre, il giornalista ottiene 2.268 preferenze, venendo eletto consigliere, incarico che lascia dopo soli 7 mesi per motivi di salute.
Nel 2023 viene poi candidato alle elezioni regionali in Lombardia come capolista di Fratelli d'Italia a sostegno della candidatura del presidente uscente Attilio Fontana, risultando eletto con oltre 6000 preferenze.

### La terza direzione delGiornale
Il 7 settembre 2023 Feltri lascia nuovamente Libero e viene nominato nuovo direttore editoriale del Giornale, affiancato da Alessandro Sallusti come direttore responsabile. Sul Giornale tiene inoltre una rubrica chiamata La Stanza di Feltri.

## Vita privata
Originario di Bergamo, ultimo di tre fratelli, è figlio di Angelo Feltri (1906-1949) e Adele (1911-2001), svizzera, originaria del Canton San Gallo. Il padre morì a 43 anni a causa della malattia di Addison. Diplomato vetrinista e laureato in scienze politiche, è stato iscritto all'Ordine dei giornalisti dal 1971 al 25 giugno 2020. Si è sposato in giovane età con Maria Luisa (1944-1967), da cui ha avuto due figlie gemelle, Saba Laura e Laura Adele (1967). Rimasto vedovo a 24 anni, con la moglie morta a causa delle complicazioni del parto, si è risposato nel 1968 con Enoe Bonfanti (1938), dalla quale ha avuto i figli Mattia (anch'egli giornalista e direttore di HuffPost Italia ed editorialista de La Stampa) e Fiorenza (1972). È stato anche legato sentimentalmente con Bice Biagi.
Nonostante la parziale omonimia, non ha alcuna parentela con il giornalista Stefano Feltri.

## Televisione
Da oltre trent'anni è un popolare opinionista televisivo in talk show e programmi di approfondimento politico, distinguendosi per le posizioni controcorrente e per i toni polemici con cui affronta le discussioni. Una delle sue prime collaborazioni durature in televisione fu nel 1988, quando partecipò come ospite fisso alla trasmissione Forza Italia di Odeon TV, condotta da Fabio Fazio, Roberta Termali e Walter Zenga. Nell'aprile 1993 Silvio Berlusconi gli propose di lavorare come giornalista televisivo a Canale 5, ma Feltri rifiutò.
Dal 2005 al 2009 ha partecipato alla trasmissione Pensieri&Bamba, nella quale il lunedì viene intervistato su argomenti di attualità, nuovamente su Odeon TV. 
È stato opionionista fisso di trasmissioni come La gabbia e CR4 - La Repubblica delle Donne. Dal 2022 è uno degli opinionisti ricorrenti del programma Accordi & disaccordi e successivamente anche di FarWest e Lo stato delle cose su Rai 3.
Viene anche invitato come ospite ricorrente nel celebre programma radiofonico La Zanzara.
È anche apparso in numerosi programmi come opinionista sportivo, tra cui Controcampo, di cui è stato ospite ricorrente nella prima edizione. Per Sportitalia in questa veste per alcune edizioni ha partecipato alla trasmissione sportiva Il processo di Biscardi, insieme al fratello Ariel Feltri.

## Controversie
Oltre al caso Boffo e quello della radiazione temporanea dall'ordine dei giornalisti si è reso protagonista di diverse controversie e vicende giudiziarie.
- Dalla fine degli anni novanta, il giornalista si è spesso espresso in senso garantista contro l'operato della magistratura nei procedimenti giudiziari a carico di Silvio Berlusconi ed in numerosi casi di cronaca nera, dove ha difeso gli imputati anche dopo la condanna, tra cui l'omicidio di Marta Russo[62], il delitto di Garlasco[63], il delitto di Cogne[64] e l'omicidio di Yara Gambirasio[65], scrivendo molti articoli in difesa di Massimo Bossetti, il muratore bergamasco condannato all'ergastolo per il delitto. Nel 2014 alcune affermazioni di Feltri, pronunciate in diretta nel programma televisivo Linea gialla su LA7, in difesa di Raffaele Sollecito, uno degli accusati dell'omicidio di Meredith Kercher in seguito assolto, fanno assai discutere poiché offensive nei confronti della vittima: «Raffaele non aveva interesse ad uccidere questa ragazza. Dal punto di vista sessuale, Meredith non era certo una meta inarrivabile. ( [...] ) Stava per laurearsi, aveva una fidanzata bellissima, mentre Meredith non era una meta inarrivabile (...) La volevi scopare? Non era neanche una ragazza eccezionale. (...) Perché sei tornato qui a farti condannare? Tanto si sa che qui se ti vogliono fottere, ti fottono. Io nel dubbio di essere condannato mi tolgo dalle palle».[66]
- In un'intervista televisiva al programma Le Iene su Italia 1, definì Adolf Hitler "severo ma giusto"[67], mentre in un'altra, commentando la proposta del deputato PD Emanuele Fiano di vietare l'oggettistica fascista, disse di tenere un busto di Benito Mussolini sulla libreria del proprio studio.[68]
- Nel 2019, intervenendo alla trasmissione La Zanzara su Radio 24, dopo essere stato ripreso dal conduttore David Parenzo perché beveva champagne in collegamento video, afferma:[69]

- Ha suscitato numerose polemiche una sua affermazione pronunciata durante la puntata del programma Fuori dal coro del 21 aprile 2020, quando Feltri ha affermato: "Il fatto che la Lombardia sia andata in disgrazia per via del coronavirus ha eccitato gli animi di molta gente che è nutrita di invidia e di rabbia nei nostri confronti perché subisce una sorta di complesso d'inferiorità. Io non credo ai complessi d'inferiorità, io credo che i meridionali in molti casi siano inferiori"[70]. Il 26 aprile seguente, in un'intervista rilasciata a Non è l'Arena su LA7, il giornalista ha ribadito la sua posizione, ma ha spiegato di riferirsi esclusivamente alla situazione economica del sud Italia, senza voler offendere i meridionali[71][72][73].
- Nel febbraio 2021, ospite del programma Stasera Italia, alla domanda della giornalista Barbara Palombelli: "persone importanti che vorrebbe al governo?", ha risposto: "Hitler".[74]
- Il 15 ottobre 2021 sul sito Twitter ha suscitato scalpore, in un tweet successivamente rimosso dalla piattaforma, una sua frase di ammirazione nei confronti di Alberto Genovese, imprenditore accusato di sequestro di persona e di essere uno stupratore seriale: «Siamo d'accordo, bisogna condannare Genovese se ha stuprato. Però un pizzico di ammirazione egli lo merita: ha scopato una ragazza per 20 ore. Il mio record è 6 minuti lordi.»[75]
- Il 2 marzo 2023, in merito ad un naufragio di migranti avvenuto in Calabria, scrive su Twitter: «Agli extracomunitari ricordo un vecchio detto italiano: partire è un po' morire. State a casa vostra.». Il tweet ha ingenerato una serie di polemiche.[76][77]
- Nel settembre 2024, nel corso di una conferenza organizzata da il Giornale, ha manifestato il suo fastidio per le piste ciclabili di Milano e ha aggiunto: "i ciclisti mi piacciono solo quando vengono investiti". Il commento ha generato le reazioni negative di PD e M5S.[78]
- Il 28 novembre di quello stesso anno, mentre era ospite nuovamente a La Zanzara chiamato a parlare delle periferie milanesi, Feltri ha definito i musulmani come «razze inferiori» aggiungendo: «Gli sparerei in bocca». Le esternazioni hanno suscitato reazioni da parte del Partito Democratico e da Fratelli d'Italia di cui Feltri è segretario regionale. Pierfrancesco Majorino, capogruppo PD in Consiglio regionale, ha definito le dichiarazioni «abominevoli» e ha richiesto le dimissioni immediate di Feltri, invitando leader come Giorgia Meloni a prendere le distanze[79]. Nell'aprile del 2025 il Consiglio dell'Autorità per le garanzie nelle comunicazioni ha sanzionato per 150.000 euro la trasmissione radiofonica in quanto i conduttori Giuseppe Cruciani e David Parenzo non hanno impedito efficacemente tali affermazioni e ha affermato che l'Ordine dei giornalisti avrebbe preso nuovi provvedimenti[80].
- Nel maggio del 2025, chiamato dal conduttore Piero Chiambretti a commentare una controversa dichiarazione del ministro della Giustizia Carlo Nordio sull'utilizzo del braccialetto elettronico nel programma Rai Donne sull'orlo di una crisi di nervi, alla domanda su dove possano rifugiarsi le donne vittime di violenza se chiese e farmacie sono chiuse, Feltri ha risposto: '"Le donne vittime di violenza possono venire a casa mia. Se sono bone". La battuta ha suscitato controversie in quanto considerata ridicolizzante verso le vittime e normalizzante verso la violenza patriarcale, soprattutto tra le associazioni che si occupano di vittime di violenza e ha portato il conduttore Chiambretti a scusarsi pubblicamente[81].

## Procedimenti giudiziari
- Nel 1996 Feltri, direttore all'epoca del Giornale, e il cronista Giancarlo Perna sono stati condannati dal tribunale di Monza per diffamazione a mezzo stampa ai danni del giudice antimafia Antonino Caponnetto. Il procedimento riguardava un articolo del 20 marzo 1994 nel quale si mettevano in discussione, fra gli altri elementi, i rapporti tra Giovanni Falcone e lo stesso Caponnetto.[82][83]
- Nel giugno 1997 Feltri è stato condannato in primo grado dal tribunale di Monza con Gianluigi Nuzzi, per diffamazione a mezzo stampa nei confronti di Antonio Di Pietro, per un articolo comparso sul Giornale il 30 gennaio 1996, in cui si sosteneva che negli anni di Mani Pulite "i verbali finivano direttamente in edicola e soprattutto a L'Espresso"[84].
- Nel gennaio 2003 è stato condannato dal tribunale di Roma, insieme a Paolo Giordano, a seguito di querela presentata da Francesco De Gregori, per avere travisato il pensiero del cantautore su Togliatti e sul PCI in un'intervista del 1997 dal titolo De Gregori su Porzus accusa Togliatti e il partito comunista, pubblicata sul Giornale, di cui Feltri era direttore[85].
- Il 14 febbraio 2006 è condannato dal giudice monocratico di Bologna, Letizio Magliaro, a un anno e sei mesi di carcere per diffamazione nei confronti del senatore del PDS Gerardo Chiaromonte. La condanna si riferisce a un articolo comparso sul Quotidiano Nazionale alla fine degli anni novanta, secondo il quale il nome del senatore compariva nel dossier Mitrochin.[86]
- Il 2 luglio 2007 è assolto dalla quinta sezione penale della Corte di cassazione dall'accusa di diffamazione nei confronti dell'ex PM Gherardo Colombo per un editoriale pubblicato su Il Giorno nel 1999, nel quale, in contraddizione con quanto affermato dallo stesso Feltri sul Giornale del 25 novembre 1994 (non ho mai scritto che Di Pietro e colleghi hanno graziato il PDS: che prove avrei per affermare una cosa simile?), si accusava il pool di Mani pulite di aver svolto indagini esclusivamente su Silvio Berlusconi e non più sugli ex comunisti. La sentenza di assoluzione si riferisce al diritto di critica garantito dall'articolo 21 della Costituzione della Repubblica Italiana.[87]
- Il 7 agosto 2007 è condannato assieme a Francobaldo Chiocci e alla società Europea di Edizioni SPA dalla Corte di cassazione a versare un risarcimento di 45000 € in favore di Rosario Bentivegna, uno degli autori dell'attentato di via Rasella, per il reato di diffamazione. Il quotidiano il Giornale aveva pubblicato alcuni articoli, tra i quali un editoriale di Feltri, nei quali Bentivegna era stato paragonato a Erich Priebke (per cui Feltri aveva chiesto la grazia).[88]
- Nel dicembre 2011, il tribunale di Milano condanna Feltri a risarcire Gianpaolo Silvestri, ex senatore dei Verdi e fondatore di Arcigay, con 50000 €, per un insulto a sfondo omofobo pronunciato dal giornalista e rivolto al senatore nel 2007 durante il programma Pensieri&Bamba su Odeon TV[89][90].
- Nell'ottobre 2021 il tribunale di Catania lo condanna a pagare 11000 € di multa per diffamazione nei confronti di Virginia Raggi[91]. Il 10 febbraio 2017 Libero aveva infatti dedicato la prima pagina all'allora sindaca di Roma presentando un articolo su alcune sue vicende istituzionali e personali col titolo Patata bollente[92], causando lo sdegno di varie personalità della politica anche esterne al Movimento 5 Stelle[93] e spingendo la stessa Raggi a sporgere querela[94].

## Altre attività
Insieme a Furio Colombo, Vittorio Feltri è autore di Fascismo e antifascismo, un libro uscito nel novembre 1994 per l'editore Rizzoli in cui ha esposto le proprie considerazioni sul fascismo e sulla Liberazione. È intervenuto alla Giornata per la Coscienza degli Animali del 13 maggio 2010, esprimendo posizioni animaliste, in particolare contro la pesca sportiva ed in favore del vegetarismo, anche se ha detto di non essere completamente vegetariano.
Vittorio Feltri è ateo. Nonostante la condanna per insulto omofobo avuta nel 2011, a cui seguirà un titolo fortemente critico nei confronti della comunità gay su Libero nel 2019, nel giugno 2014 Feltri si è tesserato presso Arcigay, affermando dalle pagine de il Giornale: "Noi siamo per la libertà, senza discriminazioni, convinti che sia necessario superare i pregiudizi che generano equivoci, banalità, insulti noiosi e stupidi."
Vittorio Feltri è un tifoso dell'Atalanta.

## Posizioni politiche
Vittorio Feltri sostiene di essere di orientamento liberal-conservatore, euroscettico, e, sebbene spesso le sue esternazioni confliggano con queste posizioni, liberista e libertario. Egli si dichiara da sempre indipendente a livello politico, sostenendo "il meno peggio". Si è tuttavia dichiarato fortemente avverso alla sinistra di stampo comunista e ha quasi sempre sostenuto prima il PLI, poi Forza Italia e il Popolo della Libertà, nonostante alcune critiche nei confronti del centro-destra e anche dello stesso Silvio Berlusconi, per il quale però ha spesso espresso anche apprezzamenti. Seguendo inoltre l'esempio della sua amica e collega Oriana Fallaci, ha sempre sottolineato l'importanza della lotta all'islam politico, come testimoniato dal suo manoscritto Non abbiamo abbastanza paura, pubblicato nel 2015.
Nel 2006 ha firmato il citato "manifesto libertario" dell'ex radicale Benedetto Della Vedova, all'epoca leader dei Riformatori Liberali. Ha dichiarato di essere favorevole a eutanasia, droghe leggere, matrimonio e adozione omosessuali. Nel 2011 ha appoggiato l'iniziativa di Marco Pannella per l'amnistia e il miglioramento delle condizioni carcerarie.
Feltri è inoltre di orientamento monarchico costituzionalista e sostiene la volontà del ripristino del Regno d'Italia sotto Casa Savoia; ha anche partecipato alla presentazione del Manifesto programmatico del Movimento Monarchico Italiano (2001). Non disdegna però una riforma in senso presidenziale della Repubblica.
Alle elezioni del Presidente della Repubblica del 2015 è stato il candidato di Lega Nord e Fratelli d'Italia, ottenendo 49 voti al primo scrutinio, 51 al secondo, 56 al terzo e 46 al quarto.
Negli ultimi anni, dimostrandosi sempre più critico con la linea di Forza Italia e Berlusconi, al quale ha chiesto ripetutamente di ritirarsi dalla vita pubblica, ha mostrato apprezzamento per partiti maggiormente schierati a destra, come Lega e Fratelli d'Italia, esternando il fatto di aver votato per la formazione guidata da Matteo Salvini in occasione delle politiche del 2018 e delle europee del 2019 e dichiarando di volere Giorgia Meloni come futuro Presidente del Consiglio.
Il 5 luglio 2021 si iscrive a Fratelli d'Italia, partito che nel successivo autunno lo candida a consigliere comunale a Milano, riuscendo ad eleggerlo.
Ha inoltre ripetutamente avversato le politiche del Movimento 5 Stelle, partito da lui più volte bollato come meridionalista, assistenzialista e incapace di governare.

## Uscita dall'Ordine dei giornalisti
Il 26 giugno 2020, con un annuncio pubblicato su il Giornale rende note le sue dimissioni dall'Ordine dei giornalisti. La scelta del ritiro è dovuta anche ad alcune affermazioni e alle controversie sorte durante la pandemia di COVID-19 sui meridionali, oltre che ai vari procedimenti disciplinari a cui è stato sottoposto dall'Ordine. Dopo l'uscita dall'Ordine professionale continua a firmare frequentemente articoli sul quotidiano Libero, del quale conserva la carica di direttore editoriale.

## Opere

### Primo autore
- Fascismo/Antifascismo, con Furio Colombo, Milano, Rizzoli, 1994. ISBN 88-17-84378-4.
- Cento anni della nostra vita visti da Vittorio Feltri 1905-2004, con Renato Farina, Novara, De Agostini, 2004.
- Tutte le balle su Berlusconi: Manuale di conversazione politica elettorale, con Renato Brunetta, Libero, 2006.
- Le mani rosse sull'Italia, con Renato Brunetta, Libero, 2006.
- I presidenti d'Italia, Novara, De Agostini, 2006.
- Sfacciati. Le caricature e gli sberleffi di Libero, con Benny, Milano, Libero, 2007.
- Il berlusconismo: l'identità e il futuro, con Renato Brunetta, Libero, 2007.
- Sesso, potere e intercettazioni ai tempi del Cav, con Daniela Santanchè, Milano, Libero, 2008.
- Sfacciati 2. Le caricature e gli sberleffi di Libero, con Benny, Milano, Libero, 2008.
- Il Vittorioso, con Stefano Lorenzetto, Venezia, Marsilio Editori, 2010. ISBN 978-88-317-0797-8.
- Il Quarto Reich. Come la Germania ha sottomesso l'Europa, con Gennaro Sangiuliano, Mondadori, 2014.
- Buoni e cattivi con Stefano Lorenzetto, Venezia, Marsilio Editori, 2014.
- Non abbiamo abbastanza paura. Noi e l'islam, Mondadori, 2015.
- Il vero cafone. Ciò che non dovremmo fare e facciamo tutti, con Massimiliano Parente, Mondadori, 2016.
- Chiamiamoli ladri. L'esercito dei corrotti, Mondadori, 2017.
- Il Borghese. La mia vita e i miei incontri da cronista spettinato, Mondadori, 2018.
- L'Irriverente. Memorie di un cronista, Mondadori, 2019.
- Ritratti di campioni. Cronache di un giornalista tifoso, Mondadori, 2020.
- Atalanta: la dea che mi fa godere , conversazione con Cristiano Gatti, Milano, Rizzoli, 2021.
- Com'era bello l'inizio della fine. I grandi incontri della mia vita, Milano, Mondadori, 2022.
- Fascisti della parola. Da negro a vecchio, da frocio a zingaro, tutte le parole che il politically correct ci ha tolto di bocca, Milano, Rizzoli, 2023.

### Collaborazioni
- Il Corano letto da Vittorio Feltri, introduzione, traduzione e commento di Cherubino Mario Guzzetti, a cura di Vittorio Feltri e Renato Farina, Elle Di Ci, 1993.
- Prefazione a Massimo Greco, Alberto Bollis, Carroccio a Nord-Est. Storia, programma e uomini della Lega Nord del Friuli-Venezia Giulia, MGS Press Editrice, 1993.
- Prefazione a Giacomina Lapenna, Come te non c'è nessuno. Comunicazione d'amore o quasi, Lupetti, 1998.
- Prefazione a Giampiero Cannella, Aldo Di Lello, Rivoluzione blu. La sfida di destra alla terza via, Koiné, 1999.
- Prefazione a Francesco Specchia, Luca D'Alessandro. Diario inedito del Grande Fratello. Con tutto ciò che non si è visto in Tv, Gremese, 2001.
- Prefazione a Salvatore Ferraro, Il dito contro. Memoriale del processo per l'assassinio di Marta Russo, Avagliano, 2001.
- Prefazione a Mariella Alberini, Carlo Brera, La signora delle lucciole, Mursia, 2003.
- Prefazione a Franco Mauri, Corsivi di un ragazzo di paese, introduzione di Francesco Cossiga, Rubettino, 2003.
- Prefazione a Andrea Morigi, Multinazionali del terrore, Piemme, 2004.
- Prefazione e cura di  AA.VV., Veltroni Walter: vita, miracoli & canzonette di un perdente di successo, Milano, Libero / Free Foundation, 2007, SBN UBO3287548.
- Prefazione a Daniela Santanchè, Le donne violate: la donna negata e oltre, Marsilio, 2008.
- Prefazione a Annalisa Chirico, Condannati preventivi, Rubbettino Editore, 2012.
- Prefazione a Nicolò Amato, Bettino Craxi: dunque colpevole, Rubbettino, 2013.
- Prefazione a Nicholas Farrell, Giancarlo Mazzuca, Il compagno Mussolini: la metamorfosi di un giovane rivoluzionario, Rubbettino, 2013
- Prefazione con Maurizio Belpietro a Matteo Mion, Giuliano Zulin e Luca Zaia, Indipendenza, Editoriale Programma, 2014.
- Prefazione a Laura Gaetini, Desiderare la donna d'altri, ArabaFenice, 2015.
- Prefazione a Domenico Ferrara, Francesco del Vigo, Il metodo Salvini: Contro l'euro che affama, contro l'invasione, contro le balle del renzismo, Sperling & Kupfer, 2015.
- Prefazione a Claudio Maggi, Trump: uno di noi, Libero, 2016.

## Attore
- Anorexia. Storia di un'immagine, regia di Leandro Manuel Emede (2008)
- Fratelli Benvenuti, regia di Paolo Costella – serie TV (2010) episodio 1 (cameo)
- Il sogno dell'alieno, regia di Alberto D'Onofrio, documentario (2013)
- Io, Vittorio Feltri, regia di Tiziano Sossi – documentario (2020)
- Falliti, regia di Davide Ippolito - documentario (2023)

## Premi e onorificenze
Nel 2006 è insignito dell'Ambrogino d'oro.